# Расли, Джордж
Джордж Расли (англ. George Rasely; 1889, Сент-Луис, Миссури — 3 января 1965) — американский певец (тенор).
Один из победителей Наумбурговского конкурса молодых исполнителей (1928 год). Выступал на сцене Метрополитен Опера — в частности, его появление в комической партии Венцеля в «Проданной невесте» Бедржиха Сметаны вызвало одобрительный отзыв рецензента:

Едва только он появился на сцене, едва успел, запинаясь, пропеть первую фразу, как публика уже со смехом приняла его на ура.

Пел в премьере оперы Вальтера Дамроша «Человек без страны» (1937 год). Был привлечён Альфредом Уолленстайном к серии концертных исполнений опер Моцарта для радиотрансляций.
Наряду с оперными партиями с 1917 году пел в мюзиклах, в том числе в «Безумствах в Гринич-Виллидж» Коула Портера (1922—1924), в опереттах Жака Оффенбаха и Артура Салливена, в премьерном исполнении «народной оперы» «Дьявол и Дэниел Уэбстер» Дугласа Мура (1939 год).